# 自衛隊海外派遣

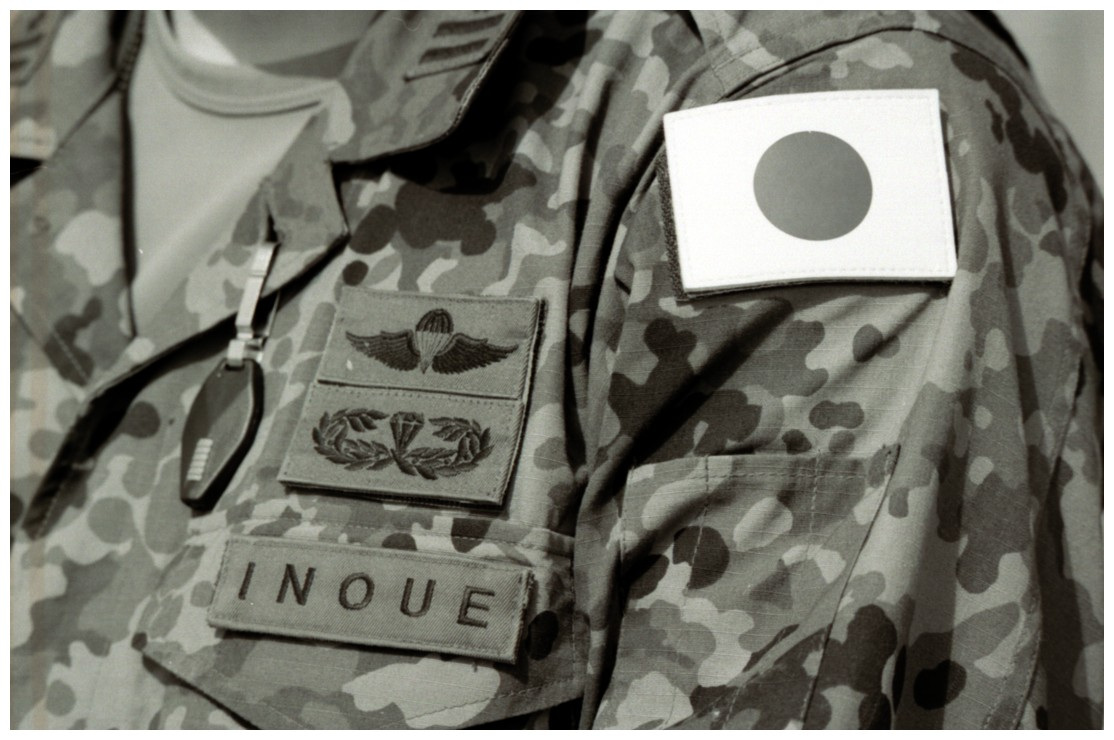
イラクに派遣された陸上自衛官の制服に縫いつけられた日の丸のバッジ

自衛隊海外派遣（じえいたいかいがいはけん）では、自衛隊の日本国外（海外）への派遣について記載する。1965年（昭和40年）のマリアナ海域漁船集団遭難事件の際に海上自衛隊が創設以来初の海外での災害派遣を実施した他、1989年（平成元年）の冷戦終結による緊張緩和、及び1991年（平成3年）の初頭に勃発した湾岸戦争により、日本もそれまでの活動の枠を超えた積極的な国際協力を求められるようになり、自衛隊ペルシャ湾派遣を契機に本格的に開始した。

## 概要
各陸海空自衛隊は、国際社会では事実上の日本の軍隊と認識されつつも、設立当初より日本国憲法第9条の制約があり、専守防衛のための「必要最小限度の実力」として整備が進められた。海外展開能力は、それを超えるものとして忌避され、政府としても海外展開を行わないようにしてきた。発足直前の1954年（昭和29年）6月2日には、国会参議院で「自衛隊の海外出動を為さざることに関する決議」（自衛隊の海外出動をしないことに関する決議）がなされた。1958年（昭和33年）には、国際連合レバノン監視団（UNOGIL）に停戦監視要員として自衛官10人の派遣を要請されるも、自衛隊法や(旧)防衛庁設置法に抵触する恐れがあるとして要請を拒否している。
こののち、戦後20年の1965年（昭和40年）のマリアナ海域漁船集団遭難事件の際には、海上自衛隊は艦艇5隻、航空機11機を出動させ、アメリカ海軍の航空機、海上保安庁の巡視船及び捜索漁船とともに、創設以来初の海外での災害派遣を実施した。その2年後の1967年（昭和42年）のイギリス領香港での暴動（六七暴動）の際には、海上自衛隊の護衛艦を派遣し邦人を沖縄県までピストン輸送する計画があり、当時の佐藤栄作首相も許可したとされるが、暴動の沈静化により立ち消えとなった。冷戦の後期になると、アメリカ軍に限った海外での共同演習が行なわれるようになり、海上自衛隊が1980年（昭和55年）から環太平洋合同演習（Rimpac）に参加している。冷戦の終結や好景気を背景とした日本の海外進出の進展による国民意識の変化などもあり、1991年（平成3年）に自衛隊の実任務として初めて掃海部隊の自衛隊ペルシャ湾派遣を行うこととなる。ペルシャ湾派遣の成功により、自衛隊海外派遣が拡大し、国際連合平和維持活動等に対する協力に関する法律（PKO協力法）が成立し、国際緊急援助隊の派遣に関する法律が改正された。以後、武力紛争に巻き込まれる恐れが少ない地域を中心に、救難、輸送、土木工事などの後方支援（兵站）や司令部要員などへ非武装ないし軽武装の要員・部隊を派遣するようになった。2015年（平成27年）にはソマリア沖海賊の対策部隊派遣の一環で、初めて訓練でない多国籍部隊の司令官（CTF-151司令官）として自衛官を海外派遣した。以後、2017年3月～6月、2018年3月～6月にも派遣し合計3回となった。
統合幕僚監部が設置されて以降の海外派遣の運用は、統合幕僚監部が担当することとなった。
これまでの自衛隊の海外派遣は、直接の武力行使を目的とせず、復興支援、地雷・機雷などの除去、災害救助、アメリカ軍の後方支援などを目的とする。
また、1992年（平成4年）に国際緊急援助隊の派遣に関する法律が改正されたのに合わせて国際緊急援助隊（JDR)としても派遣される。同年のPKO協力法成立とJDR法改正により、紛争に起因する戦災がPKO、それ以外の自然災害がJDRという区分になった。
なお、国際緊急援助隊の救助チームは災害救助の専門部隊を有する消防庁・警察庁・海上保安庁によって編成されており、国際緊急援助隊の自衛隊チームの任務は復興支援や医療支援、後方支援が任務である。自衛隊は災害派遣で災害救助を行うが、あくまでも陸上の災害現場での捜索救助は消防の専門であり自衛隊の専門ではない。
閣僚が外遊で海外へ行く際の周辺警備など、護衛のみを目的とした派遣は規定が無いため出来ないとされる。

## 法律
根拠となる法律、及び成立の契機となった事件を記す。2006年（平成18年）12月15日に成立した改正自衛隊法（第3条の2）などにより、海外派遣が付随任務から本来任務に格上げされた。
- 1980年 9月 - イラン・イラク戦争
- 1991年（平成3年）1月 - 湾岸戦争
- 1991年（平成3年）12月 - ソビエト連邦の崩壊。
- 1992年（平成4年）6月 - 国際連合平和維持活動等に対する協力に関する法律（国際平和協力法・PKO協力法）成立。国際緊急援助隊の派遣に関する法律（国際緊急援助隊）。
- 1993年（平成5年） - 朝鮮民主主義人民共和国（北朝鮮）の核拡散防止条約（NPT）脱退、ノドン準中距離弾道ミサイル試射（北朝鮮核問題）。
- 1994年（平成6年）11月 - 改正自衛隊法成立。
- 1996年（平成8年）3月 - 中華民国（台湾）の李登輝総統就任による台湾海峡危機、中国人民解放軍の大規模演習。
- 1998年（平成10年）6月 - 改正PKO協力法成立。
- 1998年（平成10年）8月 - 北朝鮮がテポドン1号ミサイルを試射。
- 1999年（平成11年）3月 - 能登半島沖不審船事件
- 1999年（平成11年）5月 - 周辺事態に際して我が国の平和及び安全を確保するための措置に関する法律（周辺事態法）、防衛指針法（日米新ガイドライン法）成立。
- 2001年（平成13年）10月 - 対テロ戦争（アフガニスタン紛争 (2001年-2021年)）始まる。
- 2001年（平成13年）10月 - テロ対策特別措置法成立。
- 2001年（平成13年）12月7日 - 第二次改正PKO協力法成立。
- 2001年（平成13年）12月22日 - 九州南西海域工作船事件
- 2003年（平成15年）3月 - イラク戦争
- 2003年（平成15年）7月 - イラクにおける人道復興支援活動及び安全確保支援活動の実施に関する特別措置法（イラク復興特別措置法）成立。
- 2006年（平成18年）7月 - 北朝鮮、テポドン2号など7発をミサイル発射実験。
- 2006年（平成18年）10月 - 北朝鮮、再び核実験を実施。
- 2006年（平成18年）12月 - 防衛庁から防衛省へ昇格し、海外派遣を本来任務とする改正防衛省設置法・自衛隊法成立。
- 2007年（平成19年）1月 - 防衛庁が防衛省となる。
- 2007年（平成19年）11月 - テロ対策特別措置法が失効。
- 2008年（平成20年）1月16日 - テロ対策海上阻止活動に対する補給支援活動の実施に関する特別措置法（新テロ特別措置法）が成立し、補給活動を再開。
- 2009年（平成21年）6月19日 - 海賊行為の処罰及び海賊行為への対処に関する法律（海賊処罰対処法・海賊対処法）成立。
- 2009年（平成21年）7月 - イラク復興特別措置法が失効。
- 2010年（平成22年）1月16日 - 新テロ特別措置法が失効。
- 2013年（平成25年）1月 - アルジェリア人質事件。
- 2013年（平成25年）11月15日 - 改正自衛隊法成立[9]。
- 2015年（平成27年）9月30日 - 国際平和共同対処事業に際して我が国が実施する諸外国の軍隊等に対する協力支援活動等に関する法律（国際平和支援法）成立。改正PKO協力法成立。改正周辺事態法（重要影響事態法）成立。改正自衛隊法成立。（平和安全法制）
- 2021年（令和3年）8月 - カーブル陥落に伴う在外邦人輸送。
- 2022年（令和4年）4月13日 - 改正自衛隊法成立[10]。

## 実績

### 後方支援・復興支援

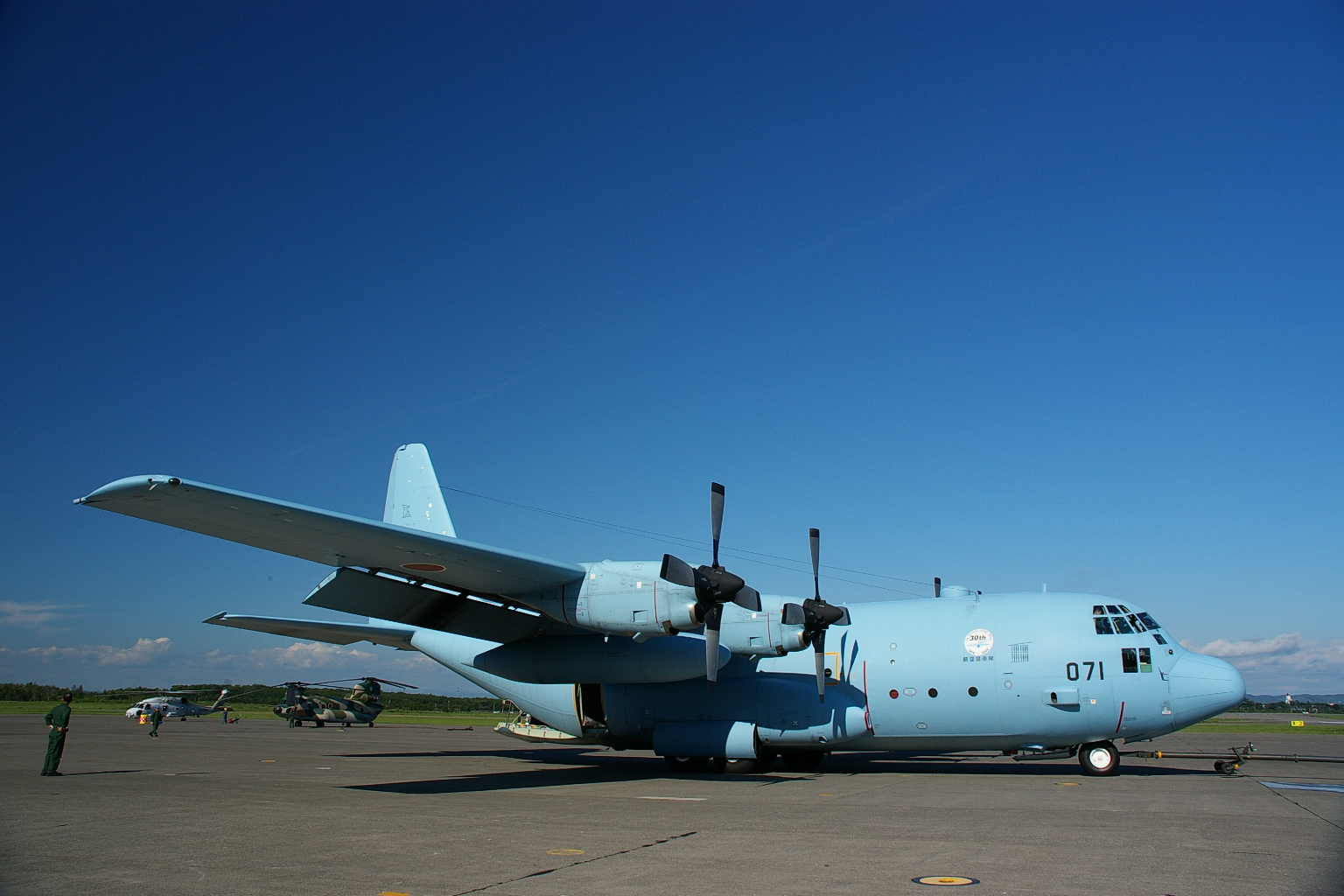
イラク派遣仕様のC-130H

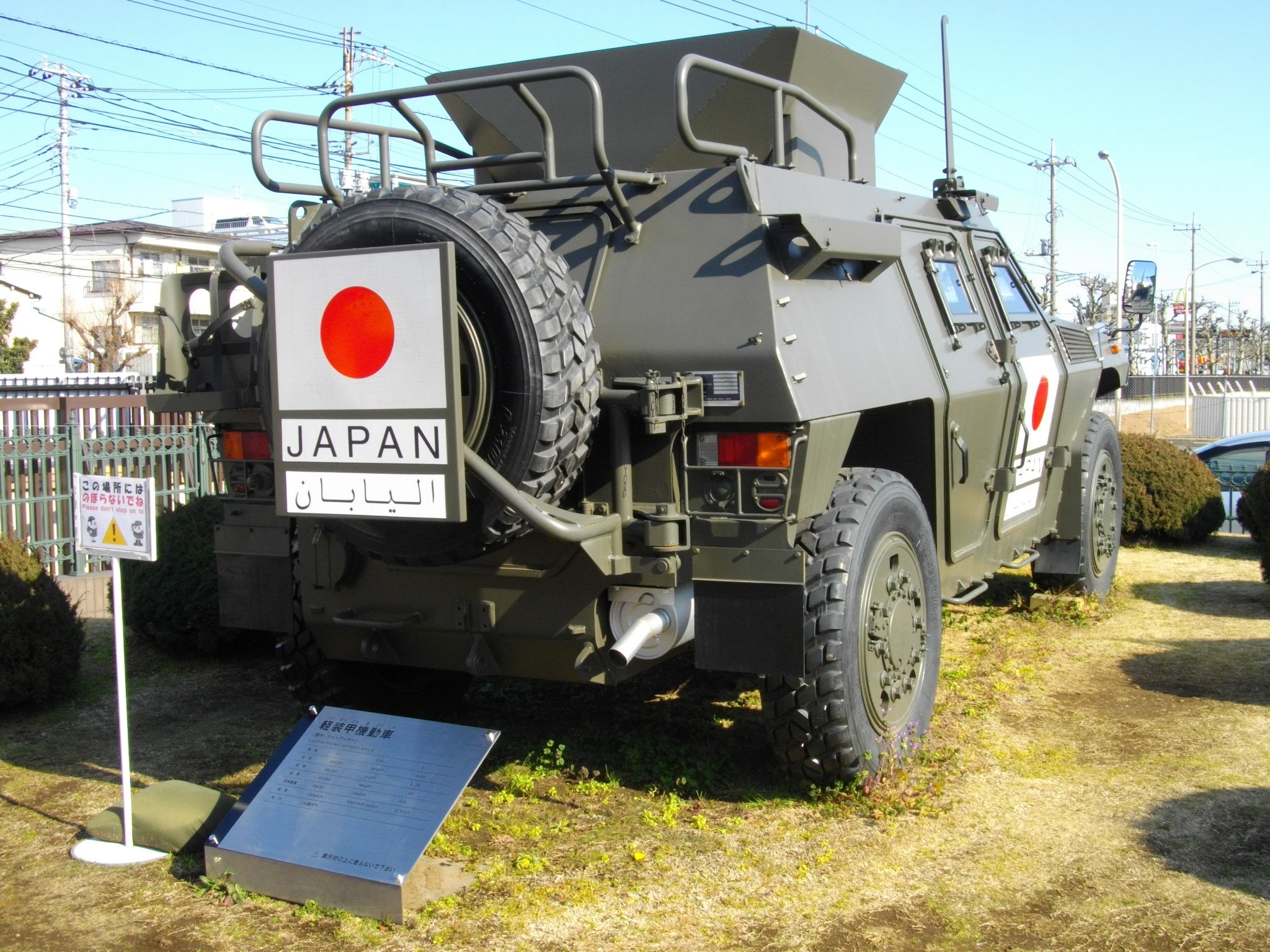
イラク派遣仕様の軽装甲機動車

1. 自衛隊ペルシャ湾派遣
1991年（平成3年）6月5日～9月11日。自衛隊法第99条に基づき、海上自衛隊のペルシャ湾派遣掃海部隊を派遣。ペルシャ湾（公海・イラク領海・イラン領海・クウェート領海・サウジアラビア領海）で機雷掃海を実施。
2. 自衛隊インド洋派遣
2001年（平成13年）11月～2007年（平成19年）11月（旧法）
2008年（平成20年）1月～2010年（平成22年）1月（新法）
テロ対策特別措置法（テロ特措法）、及び新テロ特措法に基づき、アメリカ海軍など各国艦艇への後方支援。海上自衛隊のインド洋後方支援派遣部隊が参加。2010年（平成22年）2月6日、新テロ特措法の失効に基づき、海上自衛隊の派遣部隊が帰国。
3. 自衛隊イラク派遣
2004年（平成16年）1月16日～2008年（平成20年）12月。イラクにおける人道復興支援活動及び安全確保支援活動の実施に関する特別措置法（イラク特措法）に基づき、陸上自衛隊のイラク復興支援群とイラク復興業務支援隊、航空自衛隊のイラク復興支援派遣輸送航空隊が参加。陸上自衛隊は、2006年（平成18年）7月まで。

### 国際連合平和維持活動（PKO）

PKO活動時の部隊章

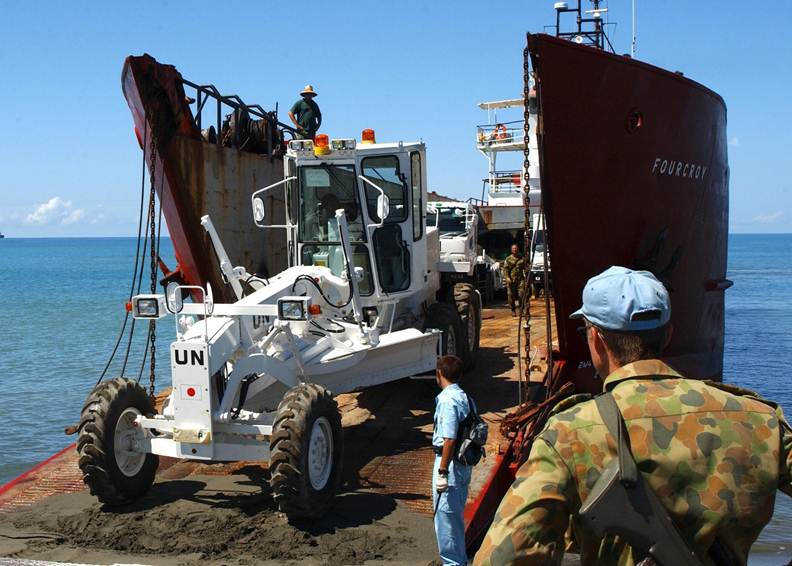
オーストラリア軍の艦艇によって東ティモールに運搬される自衛隊の重機

1. 自衛隊カンボジア派遣
国際連合カンボジア暫定統治機構（UNTAC）
1992年（平成4年）9月17日～1993年（平成5年）9月26日。停戦監視要員8名、陸上自衛隊のカンボジア派遣施設大隊600名。武装は、拳銃（9mm拳銃）・64式7.62mm小銃・82式指揮通信車。
2. モザンビーク
国際連合モザンビーク活動（ONUMOZ）
1993年（平成5年）5月11日～1995年（平成7年）1月8日。司令部要員5名、輸送調整部隊48名。武装は、拳銃・小銃。
3. 自衛隊ゴラン高原派遣
国際連合兵力引き離し監視軍（UNDOF）
1996年（平成8年）2月1日～2013年（平成25年）1月15日。イスラエル・シリアの国境地帯に位置するゴラン高原に展開。司令部要員2名、ゴラン高原派遣輸送隊43名。武装は、拳銃・小銃・機関銃のみ。シリア内戦による現地の治安悪化を理由に2013年（平成25年）1月に撤収を完了。
4. 自衛隊東ティモール派遣
国際連合東ティモール暫定行政機構（UNTAET・当初） → 国際連合東ティモール支援団（UNMISET・2002年（平成14年）5月20日～）
2002年（平成14年）2月（施設部隊は3月2日）～2004年（平成16年）6月27日。司令部要員7～10名、陸上自衛隊の東ティモール派遣施設部隊405～680名（1次隊及び2次隊：各680名、3次隊：522名）。武装は、拳銃・小銃・機関銃。
5. 国際連合ネパール支援団（UNMIN） 2007年～2011年1月
ネパール政府とネパール共産党毛沢東主義派との停戦監視。非武装の監視要員として自衛官6名（他に連絡要員として文民5名）。
6. 国際連合スーダン派遣団（UNMIS）
2008年（平成20年）10月～2011年（平成23年）9月。スーダン国内の司令部で連絡調整など。陸上自衛隊から2名。
7. 国際連合東ティモール統合ミッション(UNMIT)
2010年（平成22年）9月～2012年（平成24年）9月。軍事監視要員として2名を中央即応集団から派遣。
8. 自衛隊ハイチPKO派遣
国際連合ハイチ安定化ミッション（MINUSTAH）
2010年（平成22年）2月8日～2013年3月。ハイチでの任務。

#### 現在も継続中

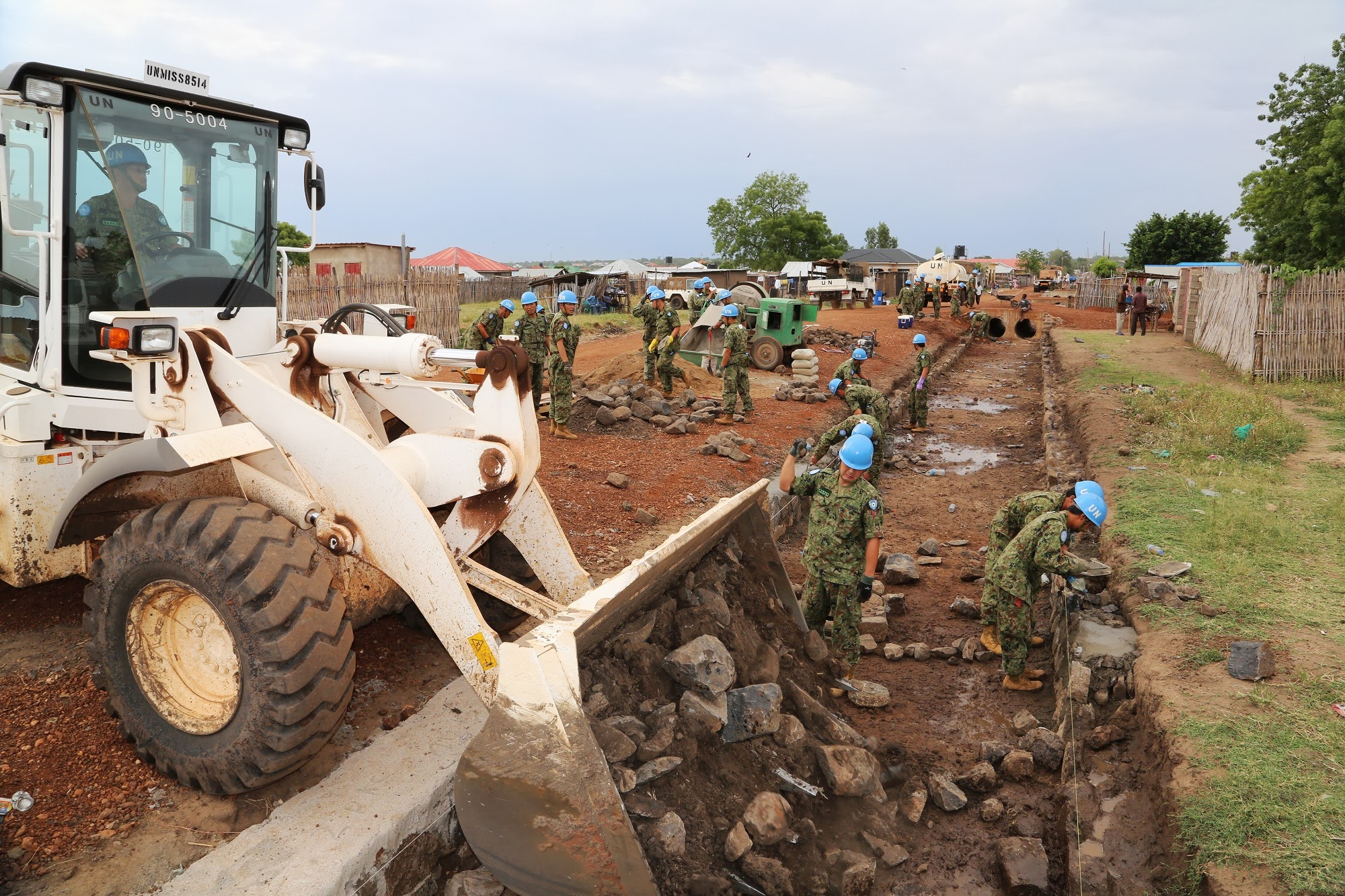
南スーダンで、コミュニティ道路を整備する陸上自衛隊（2013年4月、ジュバ市ナバリ地区）

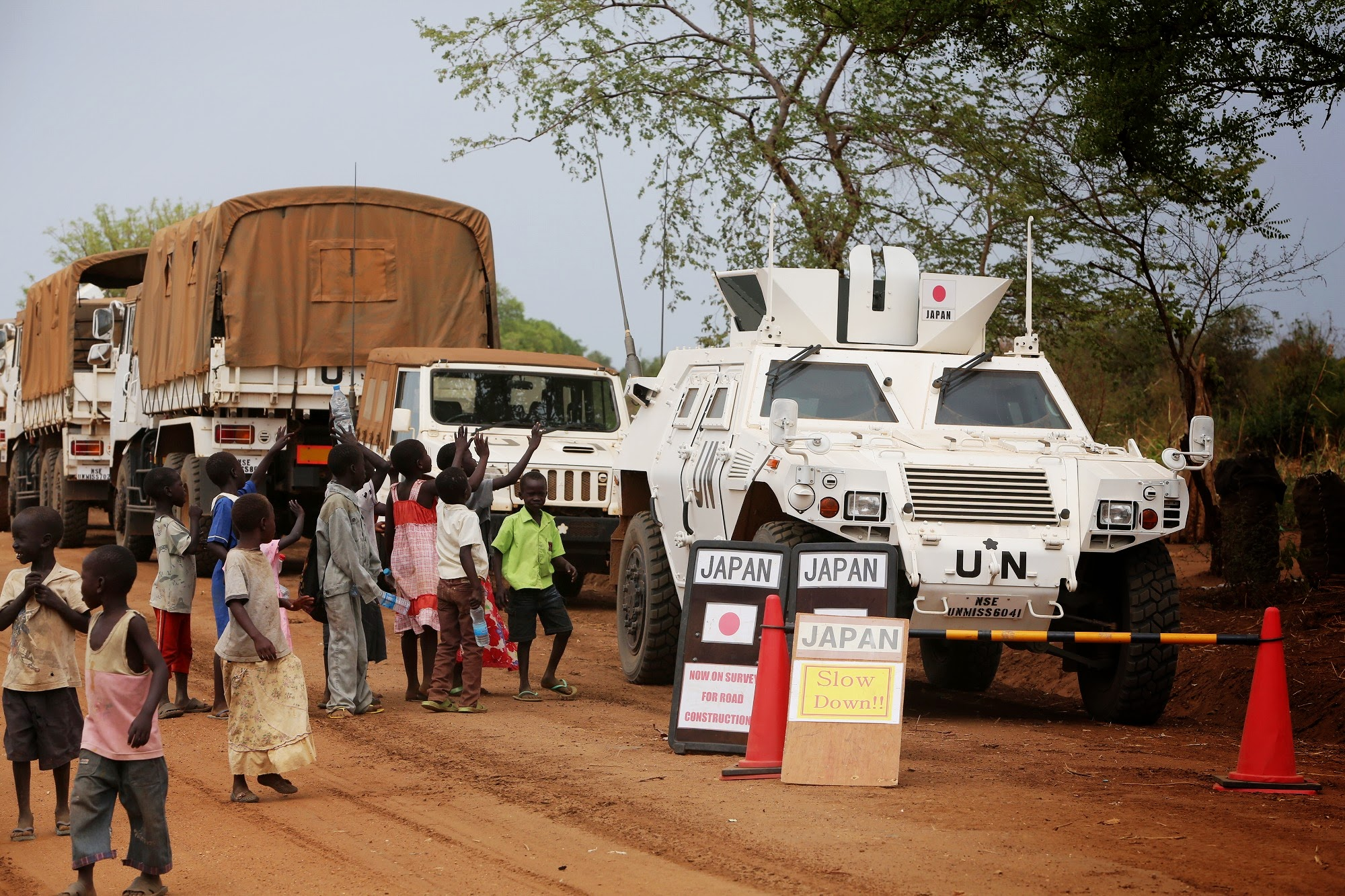
南スーダンの基幹道路警戒に当たる軽装甲機動車

1. 自衛隊南スーダン派遣
国際連合南スーダン派遣団(UNMISS)
2011年11月～。南スーダン現地の施設整備及び司令部要員を派遣（詳細は当該記事を参照）。
2017年5月に部隊としての派遣は終了し、現在は司令部要員6名の派遣のみが行われている。
2. シナイ半島
多国籍軍監視団（MFO）
2019年4月～。司令部要員を派遣（詳細は当該記事を参照）。正確にはPKOではなく平和安全法制で新設された「国際連携平和安全活動」[11][12]。

### 難民救援
1. ルワンダ紛争 - 自衛隊ルワンダ難民救援派遣
1994年（平成6年）9月21日～12月28日。先遣隊23名、ルワンダ難民救援隊260名、空輸派遣隊118名をザイール共和国（現・コンゴ民主共和国）等へ派遣。武装は、拳銃・小銃・機関銃・82式指揮通信車のみ。
2. 東ティモール紛争
1999年（平成11年）11月～2000年（平成12年）2月。空輸部隊113名をインドネシア共和国等へ派遣。
3. アフガニスタン紛争
2001年（平成13年）10月。空輸部隊138名。
4. イラク戦争
2003年（平成15年）3月～4月。空輸部隊56名。国連難民高等弁務官事務所（UNHCR）のための救援物資の空輸。
7月17日～8月12日。空輸部隊98名。C-130Hによるヨルダンのアンマンとイタリアのブリンディシとの間の空輸。
5. ロシアのウクライナ侵攻
2022年（令和4年）5月～6月。空輸部隊延べ142名。アラブ首長国連邦ドバイにあるUNHCRの倉庫に備蓄された人道救援物資をウクライナ周辺国のポーランド又はルーマニアまで空輸。

### 国際緊急援助隊

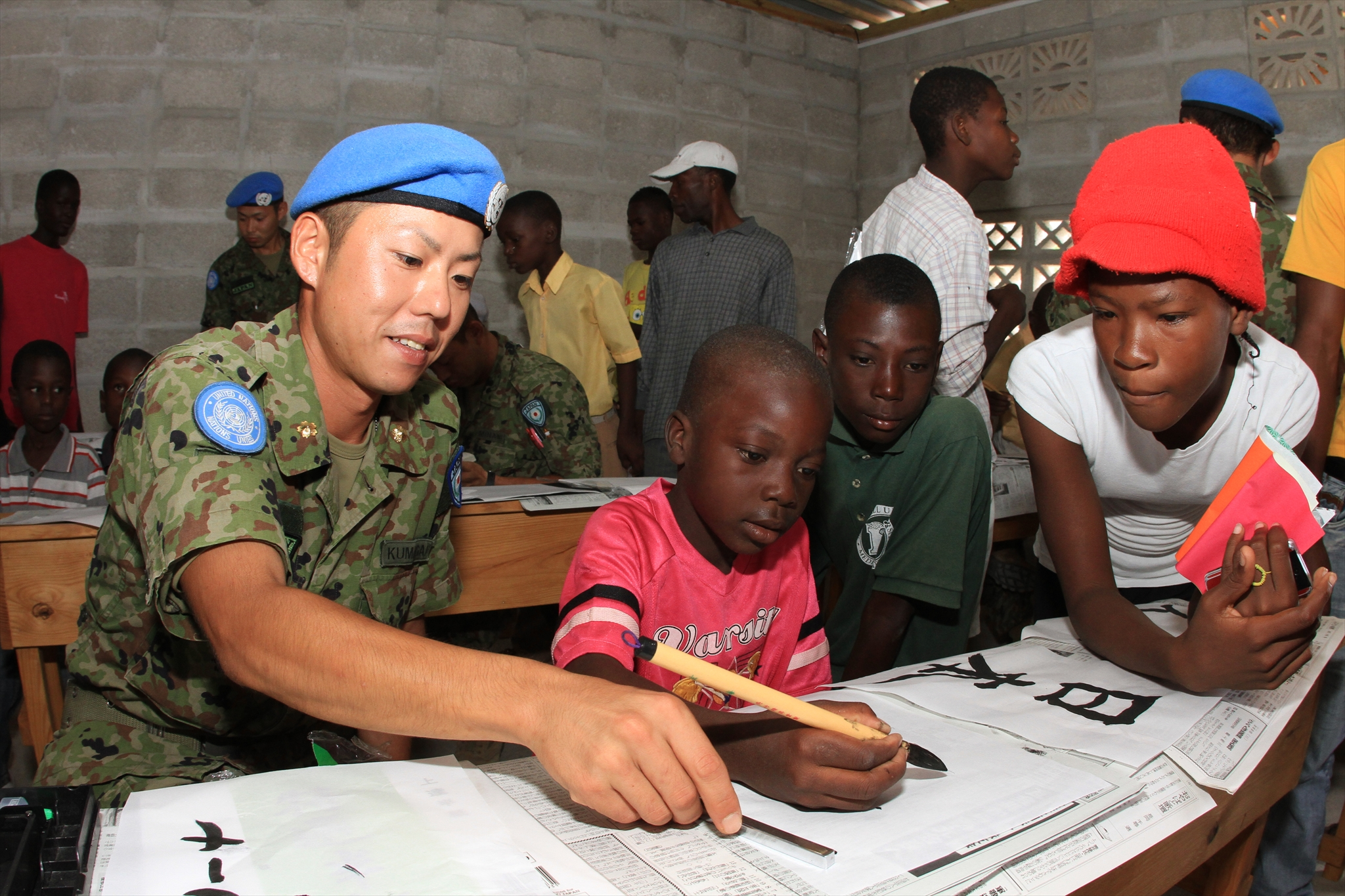
ハイチの人々と文化交流を実施する隊員

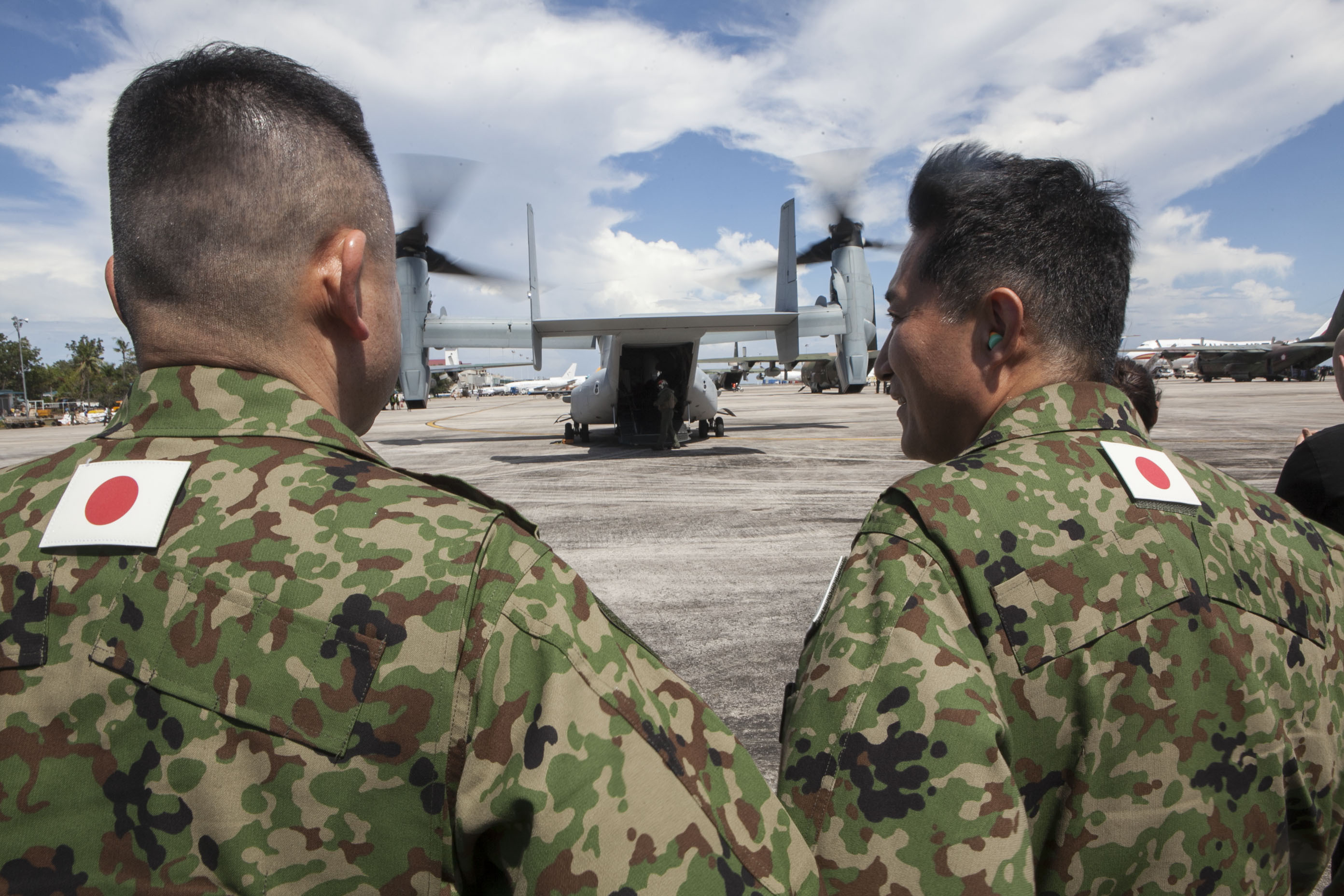
平成25年台風第30号のフィリピン支援のため、タクロバン空軍基地にて活動する自衛官。奥の機体は、アメリカ軍のオスプレイ。

1. 自衛隊ホンジュラス派遣
ハリケーン
1998年（平成10年）11月13日～12月9日。医療部隊80名、空輸部隊105名をホンジュラスに派遣。
2. トルコ国際緊急援助活動に必要な物資輸送
トルコ北西部地震
1999年（平成11年）9月23日～11月22日。輸送艦「おおすみ」、掃海母艦「ぶんご」、補給艦「ときわ」、人員426名をイスタンブールに派遣。
3. 自衛隊インド派遣
インド西部地震
2001年（平成13年）2月5日～11日。物資支援部隊16名、空輸部隊78名をインド西部に派遣。
4. 自衛隊イラン派遣
バム地震
2003年（平成15年）12月30日～2004年（平成16年）1月6日。空輸部隊31名をイランに派遣。
5. 自衛隊タイ派遣
スマトラ島沖地震 (2004年)
2004年（平成16年）12月28日～2005年（平成17年）1月1日。護衛艦「きりしま」、「たかなみ」、補給艦「はまな」、人員約600名をタイ王国プーケット県の周辺海域に派遣。同部隊は、自衛隊インド洋派遣を引き継ぎ、帰国途中の部隊であった。
6. 自衛隊インドネシア派遣 (2005年)
スマトラ島沖地震 (2004年)
2005年（平成17年）1月12日～3月22日。輸送艦「くにさき」、護衛艦「くらま」、補給艦「ときわ」、人員約640名をインドネシアのナングロ・アチェ・ダルサラーム州の周辺に派遣し、航空端末輸送により物資約1.3t、人員128名、海上輸送により重機等34両を輸送。
7. カムチャツカ州国際緊急援助活動
海難事故
2005年（平成17年）8月5日～8月7日15時。ロシア・カムチャツカ半島周辺海域におけるロシア海軍の潜水艇（AS28型潜水艇、7人乗組）の救難のため、艦艇4隻、人員約370名を派遣。日本隊の到着前にイギリス海軍などによって救助されたことから、帰国。
8. 自衛隊パキスタン派遣
パキスタン地震
2005年（平成17年）10月11日、大野功統防衛庁長官指示。10月12日（先遣隊20名出発）～12月1日全員帰国。陸上自衛隊北部方面隊第5旅団を基幹に、パキスタン国際緊急航空援助隊（当初UH-1を3機、後にUH-1を3機増援し、合計6機）を編成し、援助活動に関する空輸。航空自衛隊は、パキスタン国際緊急援助空輸隊等を編成し、C-130H4機、日本国政府専用機2機を使い、陸上自衛隊の国際緊急援助隊を空輸。
9. 自衛隊インドネシア派遣 (2006年)
ジャワ島中部地震 → ジャワ島南西沖地震
2006年（平成18年）5月31日額賀福志郎防衛庁長官命令、6月1日（先遣隊20名弱出発）～6月13日終結命令、6月21日全員帰国。陸上自衛隊は、医療部隊50名・追加100名でインドネシアのジョグジャカルタ近郊住民の治療。航空自衛隊は、C-130H×2機（予備機としてC-130H×1、U-4×1）による空輸。
10. 自衛隊ハイチ国際緊急援助活動
ハイチ地震 (2010年)
2010年（平成22年）1月17日にハイチへの輸送活動を開始、2月13日に医療活動を終了。
11. 自衛隊パキスタン派遣 (2010年)
洪水
2010年（平成22年）8月19日北澤俊美防衛大臣指示。8月19日に先遣隊21名が出発。8月31日から現地におけるヘリコプターによる輸送任務を開始し、10月10日に輸送任務終了。陸上自衛隊第4師団、中央即応集団隷下の第1ヘリコプター団の部隊から成るパキスタン国際緊急航空援助隊（UH-1を3機、CH-47を3機、合計6機）を編成。任務に使用する小型ヘリコプターと備品を現地まで輸送する為に、航空自衛隊のC-130を使用。また大型ヘリコプターについては、2機は海上自衛隊の輸送艦しもきたで海上輸送、1機はチャーターしたアントノフAn-124により空輸された。10月26日に派遣隊員の全員の帰国が完了した。
12. フィリピン派遣
平成25年台風第30号
2013年（平成25年）11月12日、小野寺五典防衛大臣命令。翌13日国際緊急援助隊として35人が派遣。これに加えて15日、小野寺防衛大臣は、護衛艦「いせ」、輸送艦「おおすみ」、補給艦「とわだ」を含む、自衛官約1180人からなる自衛隊国際緊急援助部隊を派遣する命令を発した。これは、これまでの海外派遣の歴史の中で、最大であったインドネシア派遣を上回る規模となる[13]。16日には、最初に出発した実働部隊10人がタクロバンに到着した[14]。12月13日、小野寺防衛大臣は撤収命令を発し、同20日帰国した。
13. マレーシア派遣
マレーシア航空370便墜落事故
2014年（平成26年）3月11日、小野寺五典防衛大臣命令。翌13日に航空自衛隊のC-130H2機、さらに14日に海上自衛隊のP-3C2機を派遣し墜落した機体の捜索に当たった。航空事故に際して自衛隊が国際緊急援助隊を派遣するのは本件が初の事例となる。4月28日、捜索活動の中心が、艦艇による海中捜索に切り替わったため、小野寺防衛大臣から撤収命令が発せられ、捜索活動は打ち切られた。
14. インドネシア派遣
インドネシア・エアアジア8501便墜落事故
2014年（平成26年）12月31日、中谷元防衛大臣命令発令。ソマリア沖海賊の対策部隊派遣任務を終えて日本への帰路に着いていた、護衛艦たかなみ・おおなみの2隻が派遣された。翌年2015年（平成27年）1月3日に海自護衛艦はカリマンタン島南西沖の現場海域に到着、搭載のヘリコプター3機などを利用して遺体などの捜索にあたった。捜索・救助活動等を通じ、遺体4体を発見・収容した。1月9日、中谷防衛大臣から撤収命令が発せられ部隊は撤収した。
15. ガーナ派遣
西アフリカエボラ出血熱の流行に対する物資輸送
2015年（平成27年）11月28日、中谷元防衛大臣命令発令。12月6日に航空自衛隊のKC-767が個人防護具20000セットをガーナまで輸送し、引き渡しを行った。輸送活動を終え、11日に帰国した。国際連合エボラ緊急対応ミッションからエボラ出血熱の感染拡大への対応に使用する個人防護具の提供等の要請があったことを受けたもの。
16. ネパール派遣
ネパール地震 (2015年)
2015年（平成27年）4月27日、中谷元防衛大臣命令発令。翌28日に援助隊及び空輸隊を編成、救援隊の一部で初動対処部隊を編成し派遣させた。30日に初動対処部隊が活動を開始、空輸隊による輸送によって本隊が派遣され、5月1日に本隊がネパール入り活動を開始した。19日に撤収命令が発せられ、21日に全体の帰国が完了した。
17. ニュージーランド派遣
北カンタベリー地震
2016年（平成28年）11月15日、稲田朋美防衛大臣命令発令。ニュージーランド軍との共同訓練に参加するため派遣されていた海上自衛隊のP-1が被災状況の確認のための飛行を実施し。11月18日に撤収命令が発せられ、活動を終了した。
18. インドネシア派遣
スラウェシ島地震
2018年（平成30年）10月3日、岩屋毅防衛大臣命令発令。C-130H1機を派遣し、派遣当初はスラウェシ島への支援物資の輸送のみを行い、途中からはスラウェシ島の被災民のカリマンタン島への輸送も加わった。25日に撤収命令が発せられ部隊は撤収した。
19. ジブチ派遣
洪水
2019年（令和元年）11月26日、河野太郎防衛大臣命令発令。ソマリア沖海賊の対策部隊の一部を派遣し、ジブチ市内の小学校及び中学校の排水作業と緊急援助物資の輸送を行った。12月2日に撤収命令が発せられ部隊は撤収した。
20. オーストラリア派遣
オーストラリア森林火災 (2019年-2020年)
2020年（令和2年）1月15日、河野太郎防衛大臣命令発令。C-130H2機を派遣し、消火・復旧に当たる人員や車両などの輸送を行った。2月7日に撤収命令が発せられ部隊は10日に帰国した。
21. トンガ派遣
2022年のフンガ・トンガ噴火
2022年（令和4年）1月20日、岸信夫防衛大臣命令発令。C-130H2機、C-22機と輸送艦「おおすみ」（陸上自衛隊のCH-47を2機搭載）を派遣し、飲料水や火山灰を撤去する用具などの物資を輸送した。2月17日に撤収命令が発せられた。
22. トルコ派遣
トルコ・シリア地震
2023年（令和5年）2月10日、浜田靖一防衛大臣命令発令。日本国政府専用機を派遣し、国際緊急援助隊医療チームが使う物資を輸送した。トルコ政府及びNATOからの協力要請を受け3月13日に浜田防衛大臣命令の一部を変更。KC-767がパキスタンからトルコまでテント等の緊急援助物資を輸送した。3月24日に撤収命令が発せられた。
23. ミャンマー派遣
ミャンマー地震 (2025年)
2025年（令和7年）4月7日、中谷元防衛大臣命令発令。C-130H1機を派遣し、国際緊急援助隊医療チームが使う医療資機材等を輸送した。4月22日に撤収命令が発せられた。

### 在外邦人輸送
1. イラク派遣
イラク日本人人質事件
2004年（平成6年）4月15日に事件の発生を受け、陸上自衛隊への取材のためイラクサマーワに在留していた報道関係者10名をC-130Hを用い、同国のタリル飛行場からクウェートのムバラク飛行場まで輸送。
2. アルジェリア派遣
アルジェリア人質事件
2013年（平成25年）1月22日、航空自衛隊特別航空輸送隊所属の日本国政府専用機を派遣し7名の邦人と9名の遺体を日本に輸送。
3. バングラデシュ派遣
ダッカ・レストラン襲撃人質テロ事件
2016年（平成28年）7月3日、ダッカでの事件発生を受け、被害邦人等の輸送のため、日本国政府専用機をバングラデシュ・ダッカに派遣し、被害邦人の遺体（7人）とその家族を日本に輸送した[15]。
4. 南スーダン派遣
2016年（平成28年）7月11日、同国での大統領派と副大統領派の戦闘激化を受けてC-130H3機を南スーダンの隣国ジブチに派遣し、1機が南スーダンの首都ジュバから日本大使館員4名をジブチに輸送した。その後、同月22日に治安改善を受け撤収した。
5. アフガニスタン派遣
2021年ターリバーン攻勢
2021年（令和3年）8月、C-130H 2機とC-2 1機、日本国政府専用機1機を派遣し、26日に出国を希望するアフガニスタン人14人、27日には邦人1人をパキスタンに輸送した[16]。
6. スーダン派遣
2023年スーダンでの戦闘
2023年（令和5年）4月、C-130H 1機、C-2 2機、KC-767 1機をスーダンの隣国ジブチに派遣。24日に邦人とその家族45人をジブチまで輸送した[17]。
7. イスラエル派遣
2023年パレスチナ・イスラエル戦争
2023年（令和5年）10月20日、KC-767が邦人とその家族64人と韓国人とその家族19人を日本に輸送[18]。11月3日、KC-767が邦人とその家族22人、韓国人15人とベトナム人4人と台湾人1人及びそれらの外国籍の家族4人を日本に輸送[19]。
8. レバノン派遣
レバノン侵攻 (2024年)
2024年（令和6年）10月3日、C-2 2機をレバノンの隣国ヨルダンに派遣[20]。4日に邦人とその家族12人とフランス人4人をレバノンからヨルダンに輸送[21]。

### 海賊対処
1. ソマリア沖海賊の対策部隊派遣
ソマリア沖の海賊
2009年（平成21年）3月13日に海上警備行動が発令され、翌14日に護衛艦2隻を基幹とする約400名がソマリア沖・アデン湾へ向けて出発。その後、法的根拠が海賊対処法へ変更。海上自衛隊の海空部隊が基幹であるものの、航空自衛隊の空輸部隊、その拠点を警備する陸上自衛隊の戦闘部隊、更に数名の海上保安官らなどをも含む統合部隊である。2011年（平成23年）7月には自衛隊初の恒久的な海外施設となる基地が設立された。

### 災害派遣
1. マリアナ派遣
マリアナ海域漁船集団遭難事件
1965年（昭和40年）10月7日、アメリカ合衆国領マリアナ諸島アグリハン島沖に避泊していた日本の漁船団が台風第29号の直撃を受けて、座礁及び沈没した船各1隻、死者1名が確認されたが、残りの漁船5隻と遭難した乗員251名中208名が行方不明になった。9日夜の栃内一彦海上保安庁長官の要請を受けて、海上自衛隊は護衛艦4隻と給油艦1隻を派遣するとともに、P2V-7哨戒機11機もグアムのアガナ海軍航空基地に展開し、捜索救難活動を実施した[1]。
2. ハワイ派遣
えひめ丸事故
2001年（平成13年）2月10日、アメリカ合衆国ハワイ州オアフ島沖で、愛媛県立宇和島水産高等学校の練習船だったえひめ丸に浮上してきたアメリカ海軍の原子力潜水艦グリーンビルが衝突し沈没させる事故が発生。その後、8月に愛媛県からの要請を受け政府は、潜水艦救難艦ちはやを災害派遣し遺体捜索作業に当たらせた。

### 遺棄化学兵器処理
日本政府は、中華人民共和国政府と共に、旧満州国地域（中国東北地方）において関東軍が遺棄したとされる化学兵器の発掘・回収・処理を行っている。
防衛省は、事業の日本側窓口である内閣府遺棄化学兵器処理担当室の依頼を受け、陸上自衛隊の化学兵器担当官などを2000年（平成12年）より吉林省へ派遣している（2007年（平成19年）に7度目の派遣）。業務内容は、砲弾の識別、砲弾の汚染の有無の確認、作業員の安全管理などである。

### 能力構築支援（キャパシティ・ビルディング）
2012年度から東ティモール、カンボジアで、非伝統的安全保障分野における派遣を開始した。今後、東南アジアを中心に自衛官等を派遣する。

### 情報収集
1. 中東地域における日本関係船舶の安全確保に必要な情報収集活動
中東イラン周辺の安全保障情勢の悪化
2020年1月10日、「中東地域における日本関係船舶の安全確保に関する政府の取組について」(国家安全保障会議)[22]に基づく準備完了時期の目途が立ったため、防衛大臣が、中東地域における日本関係船舶の安全確保に必要な情報収集活動の実施を命じた[23]。2020年1月11日に出国したソマリア沖海賊の対策部隊派遣海賊対処行動航空隊のP-3Cは、同月20日に情報収集活動を開始。2020年2月2日、護衛艦「たかなみ」は派遣準備を完了、同日派遣情報収集活動水上部隊が編成。安倍晋三内閣総理大臣も出席して出発式が行われ、「たかなみ」は横須賀を出港した。同艦は2020年2月26日からアラビア海北部の公海などで任務を開始した。2020年6月9日までの期間中に延べ約8千隻の船舶の針路などを確認。自衛隊法が定める「海上警備行動」が発令されるような不測の事態は発生しなかったとされる。同日をもって第2次派遣隊の護衛艦「きりさめ」へ任務を引き継ぎ、2020年6月30日に横須賀基地へ帰港した。その後は第3次隊「むらさめ」、第4次隊「すずなみ」、第5次隊「あきづき」と引き継がれ、2021年10月現在は第6次隊として派遣された護衛艦「ふゆづき」が任務にあたっているものとみられる。2021年12月24日、第2次岸田内閣（岸田文雄首相）は派遣の期限を再延長せず、専従の護衛艦による情報収集活動は同年12月26日までとし、以後はソマリア沖海賊の対策部隊派遣従事艦に情報収集活動も兼務させることを閣議決定した[24]。

## 世論
自衛隊の海外派遣が検討されるようになったのは、1983年1月の第1次中曽根内閣（中曽根康弘首相）であった。この時、毎日新聞が行った世論調査では、反対が7割を超えていた。この時、イラン・イラク戦争でのペルシャ湾の機雷除去のための派遣が検討されたが、実現には至らなかった。その後、イラクがクウェートに侵攻した直後も、自衛隊の海外派遣は賛成が13%、反対は53%であり、反対が多数であった。しかし、湾岸戦争突入後、世論は賛成に傾き、賛成48%、反対47%と、賛成がわずかに上回るようになる。国会での議論の結果、自衛隊はペルシャ湾に派遣され、99日間にわたり掃海活動を行い、日本の国際的評価を高めた。
自衛隊の海外派遣が恒常化し、定着した後は自衛隊の活動に対する評価も高まっており、内閣府が2012年1月に実施した世論調査では、自衛隊の国際平和協力活動について「大いに評価する」が32.0%、「ある程度評価する」は55.4%と、評価する意見は9割近くになった。